# Liu Yan (senyor de la guerra)
|  | Per altres persones anomenades igual, vegeu Liu Yan. |

En aquest nom xinès, el cognom és Liu.
Liu Yan (mort el 194 EC) va ser un senyor de la guerra durant el període de la tardana Dinastia Han Oriental de la història xinesa. També era membre de la família extensa dels emperadors de la dinastia Han. Per a la majoria de la seva carrera va servir com a Governador de la Província de Yi (avui en dia Sichuan), que va esdevenir una base de poder independent. El seu domini va ser transmès al seu fill Liu Zhang, i finalment a Liu Bei, que va fundar l'estat de Shu Han dels Tres Regnes.

## Biografia
Liu Yan era un descendent de Liu Yu, el qual va ser el Príncep de Lu durant la primera meitat de la Dinastia Han. Com que la seva branca familiar era poderosa, i perquè ell mateix va demostrar ser un estadista capaç, ell va ascendir ràpidament de rangs en la cort. El més alt càrrec que va arribar a exercir va ser el de Taichang (太常), o persona responsable de les cerimònies relacionades amb l'emperador. Durant el regnat de l'Emperador Ling, la cort central va esdevenir un lloc políticament perillós, del qual Liu Yan volia distanciar-se. Un assessor seu, Dong Fu (董扶), li suggerí sol·licitar la governació de la Província de Yi, aleshores considerada una província endarrerida i distants de l'imperi Han. Liu Yan va prendre el consell, i amb el seu exèrcit privat va marxar rumb al seu nou post en el 188.
Després d'arribar a la Província Yi, Liu Yan s'enfrontà a la seva primera crisi. Ma Xiang (馬相) i Zhao Zhi (趙祗) començaren una revolta en la regió, afirmant ser part de la Rebel·lió dels Turbant Grocs. Liu Yan va comptar amb l'ajut de poderoses famílies locals per reunir un exèrcit i sufocar la rebel·lió.

## Família
- Avantpassat: Liu Yu, quart fill de l'Emperador Jing
- Fills
  - Liu Fan (劉範)
  - Liu Dan (劉誕)
  - Liu Mao (劉瑁)
  - Liu Zhang

## En la ficció
En la novel·la històrica el Romanç dels Tres Regnes de Luo Guanzhong, es conta que Liu Yan era el governador de la Província de You (幽州) en la Xina del nord durant els esdeveniments de la Rebel·lió dels Turbants Grocs. Ell va conèixer a Liu Bei, que havia reclutat un exèrcit de voluntaris per ajudar a lluitar contra els rebels del Turbant Groc. En els Registres dels Tres Regnes de Chen Shou, això no obstant, no hi ha cap registre de Liu Yan assumint la governació de la Província de You.